# سعود عواد الحجيلي
سعود بن عواد الحجيلي (1946 -) هو كاتب وشاعر سعودي.

## حياته ونشأته
من مواليد المسيجيد عام 1946 م 1365 هـ.
حاصل على بكالوريوس شريعة من جامعة الإمام محمد بن سعود. عمل في وزارة التربية والتعليم (وزارة التعليم حاليا) لمدة تتجاوز 22 سنه ثم ابتعث للتدريس في الإمارات العربية المتحدة لمدة 4 سنوات ثم عمل بالهيئة الملكية للجبيل وينبع لمدة 13 عام ومجموع خدمته يتجاوز 39 سنة.

## مسيرته
وهو صاحب أكبر قضية بالشرق الأوسط (قضية تلوث حمراء الأسد) من حيث مبلغ التعويض. قدم العديد من المساهمات الثقافية لمنطقة المدينة المنورة وذالك من خلال مشاركته الدائمة بالنوادي الأدبية والثقافية وتشجيع الشباب ومساعدة الفقراء والمستضعفين. وله العديد من المشاركات الأدبية والفكرية في العديد من الصحف السعودية وصاحب زاوية قضية الأسبوع في جريدة المدينة. وله العديد من القصائد منها قصيدة أسير يناجي ربه والتي يصف بها حال أولئك المستضعفين الذين عذبوا وسفكت دمائهم في معتقل جوانتانامو ليس لشيء سوى لأنهم مسلمين. وقصيدة الشهيدة التي تصف حالة إحدى ضحيات احتراق المدرسة الـ(31) الابتدائية في مكة المكرمة. عام 1423هـ.

## عضويات
1. عضو المجلس المحلي بمحافظة بدر.
2. عضو اتحاد المحامين العرب.
3. عضو لجنة المحاماة بالمدينة المنورة.
4. عضو مجلس التنمية الاجتماعية بالمسيجيد.
5. عضو مجلس اهالي طيبه الطيبة بالمدينة.
6. عضو جمعية المتقاعدين بالمدينة المنورة (مسؤول الاعلام والنشر بالجمعية)

يرفض كثير من المشاركات والظهور الإعلامي، ولكن كانت له مشاركه أخيرة في إحدى القنوات العربية حول قضية تلوث حمراء الأسد لم تشكلة القضية من مرحلة انتقالية في نظام القضاء بالمملكة العربية السعودية.

## قصائدها
كتبها بتاريخ 3-1-1423 هـ بعد أن كشر الموت عن أنيابه. وأتت النار على فلذات اكبادنا. وتساقطت الزهرات. وارتفعت اعمدة الدخان بمدرسة البنات (31) الابتدائية بمكة المكرمة. وهناك من يتلذذ على مكتبه الفاخر. على ادخنة العود والبخور في مكاتب رئاسة تعليم البنات. غير مكترث بما اقترفت يداه. وحتى عندما يحاول أحد ان ينقذ الموقف. يجد من يمنعه بحجج واهيه. لاتمت للدين ولا للمثل ولا للتقاليد بصله.. إحدى الضحايا الخمس عشرة اللاتي لفظن انفاسهن اخذت تخاطب امها قائلة: